# Phalangopsis bauxitica
Phalangopsis bauxitica är en insektsart som beskrevs av Carina Marciela Mews och Carlos Frankl Sperber 2008. Phalangopsis bauxitica ingår i släktet Phalangopsis och familjen syrsor. Inga underarter finns listade i Catalogue of Life.